# Shericka Jackson
Shericka Jackson (Saint Ann Parish, 16 de julho de 1994) é uma velocista jamaicana, campeã olímpica nos revezamento 4x100 metros e mundial nos 200 metros rasos. Velocista que pela maior parte da carreira se dedicou aos 400m rasos, ela é bicampeã mundial dos 200 metros, onde tem a segunda melhor marca do mundo – 21.41 – inferior apenas ao recorde mundial de mais de três décadas da norte-americana Florence Griffith-Joyner em Seul 1988 e possui um total de quatro medalhas de ouro em campeonatos mundiais em distâncias diversas de velocidade, individuais e em revezamento.

## Carreira
Velocista eclética, que corre as distâncias dos 100 m aos 400 m, Jackson representou seu país nos na Rio 2016, conquistando a medalha de bronze nos 400 m com 49,85 segundos. Campeã pan-americana dos 400 m em Lima 2019, tem dez medalhas em campeonatos mundiais, duas de bronze nos 400 m rasos, uma de bronze no 4x400 m e quatro de ouro, duas nos 200 m rasos, uma nos 4x400 m, quando foi campeã mundial junto com o quarteto jamaicano em Pequim 2015 e uma no 4x100 m em Doha 2019.
Em Tóquio 2020, foi medalha de ouro no revezamento 4x100 m jamaicano, e ganhou mais duas medalhas de bronze, uma nos 100 m rasos num pódio todo dominado pela Jamaica – com a melhor marca da carreira, 10.76  –  e outra no revezamento 4x400 m. No Campeonato Mundial de Atletismo de 2022, Jackson conquistou a medalha de ouro nos 200 m rasos com a segunda melhor marca da história, 22:45, e recorde do Campeonato Mundial. Também conquistou a prata nos 100 m rasos, com um recorde pessoal de 10.73, e outra prata no 4x100 m. Em Budapeste 2023, conseguiu sua terceira medalha de prata em Mundiais, sua segunda nos 100 m rasos, com a marca de 10.72. e foi bicampeã mundial dos 200 metros, com a segunda melhor marca da história – 21.41.
Duas semanas depois, no Memorial van Damme, etapa belga da Diamond League, ela venceu com 21.48, 4º melhor marca do mundo. Com essa marca Shericka tem três dos quatro tempos mais rápidos na história para os 200 m rasos.